# Yasmina Reza
Yasmina Reza (París, 1 de maig de 1959) és una escriptora, actriu, novel·lista i dramaturga francesa. Els seus pares eren d'ascendència jueva; el seu pare, mig rus i mig iranià; la seva mare, hongaresa. El 2000 va rebre el Gran Premi de Teatre de l'Académie Française, en reconeixement de tota la carrera dramàtica de l'autora. El 14 de novembre de 2021 va presentar el seu darrer llibre, Serge, una novel·la sobre el viatge de tres germans al camp de concentració d'Auschwitz, davant d'un públic amb tretze periodistes a l'Institut Francès de Barcelona.

## Obra dramàtica
- 1983-84. Conversations après un enterrement.
- 1989. La traversée de l'hiver. Estrenada el 6 d'octubre de 1989, al Théâtre d'Orléans d'Orleans.
- 1994. Art. Estrenada el 28 d'octubre de 1994, al Théâtre des Champs-Élysées de París.
- 1995. L'Homme du hasard. Estrenada el 19 de setembre de 1995, al Théâtre Hébertot de París.
- 2001. Trois versions de la vie.
- 2004. Une pièce espagnole.
- 2007. Le Dieu du carnage.

## Novel·les
- 2002. Adam Haberberg, Éditions Albin Michel
- 2013. Heureux les heureux, Éditions Flammarion. Feliços els feliços. Anagrama, 2013
- 2016 Babylone, Éditions Flammarion (Premi Renaudot 2016). Babilònia, Anagrama, 2017
- 2021 Serge, Éditions Flammarion. Serge, Anagrama, 2021
- 2021 Anne-Marie le beauté, Folio. Gallimard

## Estrenes de teatre en català
- 2009. Una comèdia espanyola. Amb direcció de Sílvia Munt. Estrenada al Teatre Nacional de Catalunya.
- 2010. Un Déu salvatge. Amb direcció de Tanzim Towsend. Estrenada al Teatre Goya (Barcelona).
- 2011. Art. Amb direcció de Joaquim Candeias. Estrenada al Teatre El Musical de València.